# Гадыльшин, Мурад Асфандиарович
Мурад Асфандиарович Гадыльшин (7 августа 1958 года, Казань, СССР) — российский государственный и политический деятель, депутат Государственной Думы VII созыва, член фракции «Единая Россия».

## Биография
В 1980 году окончил Казанский государственный университет по профессии «Математик». В 1981 году вступил в партию КПСС. С 1980 по 1983 год работал стажером-преподаватель, ассистент кафедры экономической кибернетики, был секретарём комитета комсомола Казанского государственного университета. В 1983 году назначен в Татарский областной комитет комсомола секретарем организации, с 1987 по 1988 год — инструктор центрально комитета комсомола республики. В 1988 году назначен первым секретарем Татарского областного комитета комсомола, где работал до 1993 года.
С 1993 по 1994 год в комитете коммунального имущества администрации г. Казани в должности заместителя председателя. С 1994 по 1998 год работал в «Центре по изучению межнациональных и межрегиональных экономических проблем» в городе Москве в должности помощника генерального директора. В то же время работал в Волжско-Камском финансовом союзе в должности президента. В 1995 году работал в «Союзе народов России» председателем татарстанского отделения организации.
В 1998 году назначен первым заместителем главы администрации Вахитовского района, префектом территории «Казанский посад». В 1998 году работал в Администрации города Казани, до 2005 года занимал должность первого заместителя главы администрации. С 2006 по 2009 год работал помощником премьер-министра Республики по взаимодействию с международными финансовыми организациями, в том числе со Всемирным банком. В 2009 баллотировался в депутаты Госсовета, по итогам выборов избран депутатом Государственного совета РТ четвёртого созыва. В октябре 2010 года вошёл в Совет при президенте Республики Татарстан по взаимодействию с международными финансовыми организациями.
В сентябре 2016 года был избран депутатом Государственной Думы VII созыва от «Единой России».

## Законотворческая деятельность
С 2016 по 2019 год, в течение исполнения полномочий депутата Государственной Думы VII созыва, выступил соавтором 16 законодательных инициатив и поправок к проектам федеральных законов.

## Награды
- Орден Дружбы
- Медаль «За трудовую доблесть»
- Медаль «В память 1000-летия Казани»[6].